# Rekvik
Rekvik est une localité de l'île de Kvaløya du comté de Troms, en Norvège.

## Géographie
Administrativement, Rekvik fait partie de la kommune de Tromsø.
Rekvik n'est accessible par terre que par la Rekvikvegen, une route non goudronnée depuis Tromvik. Cette route est fermée l'hiver.

## Quelques vues de Rekvik

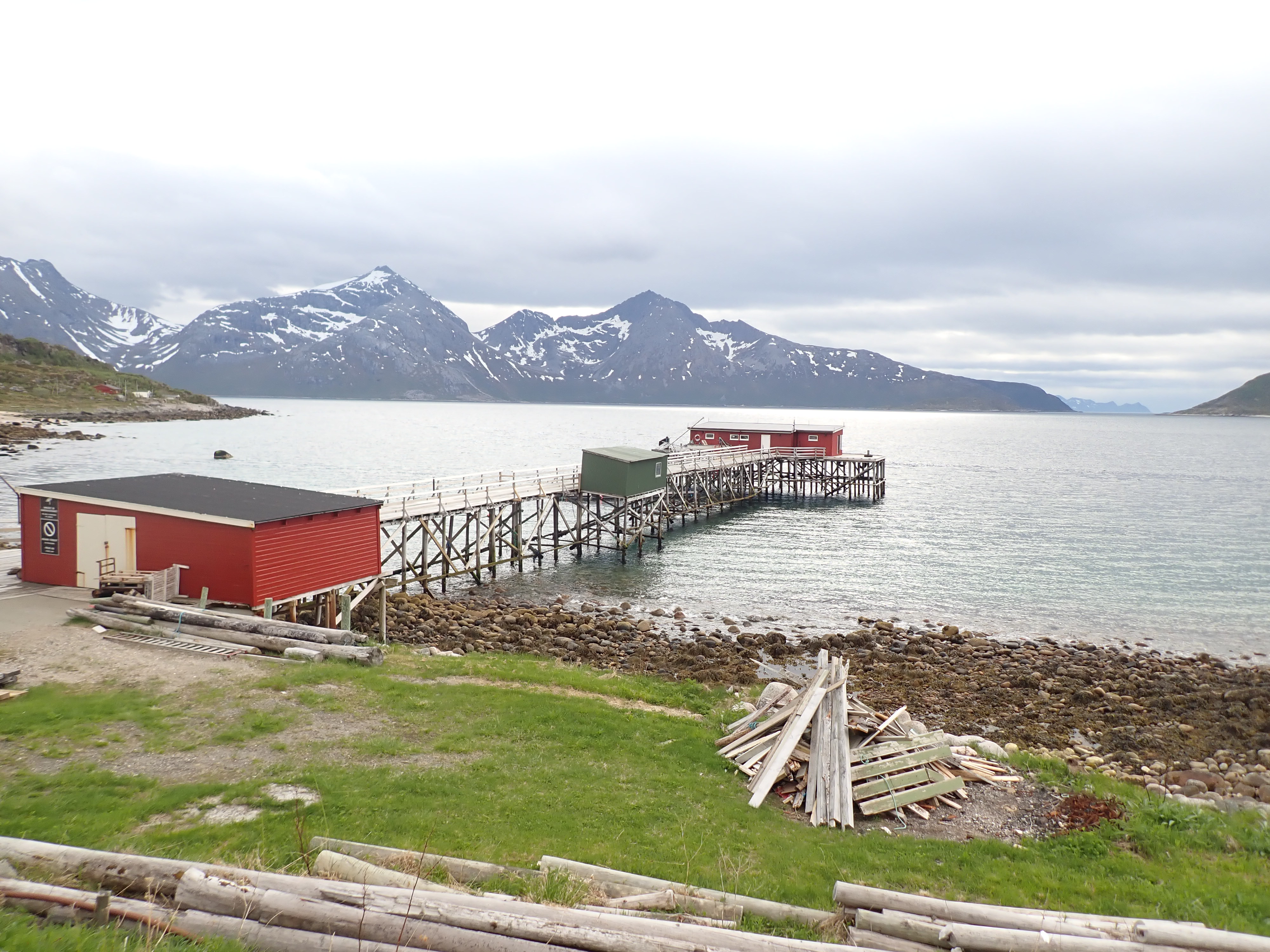
Jetée de Rekvik, Rekvikbrygga.
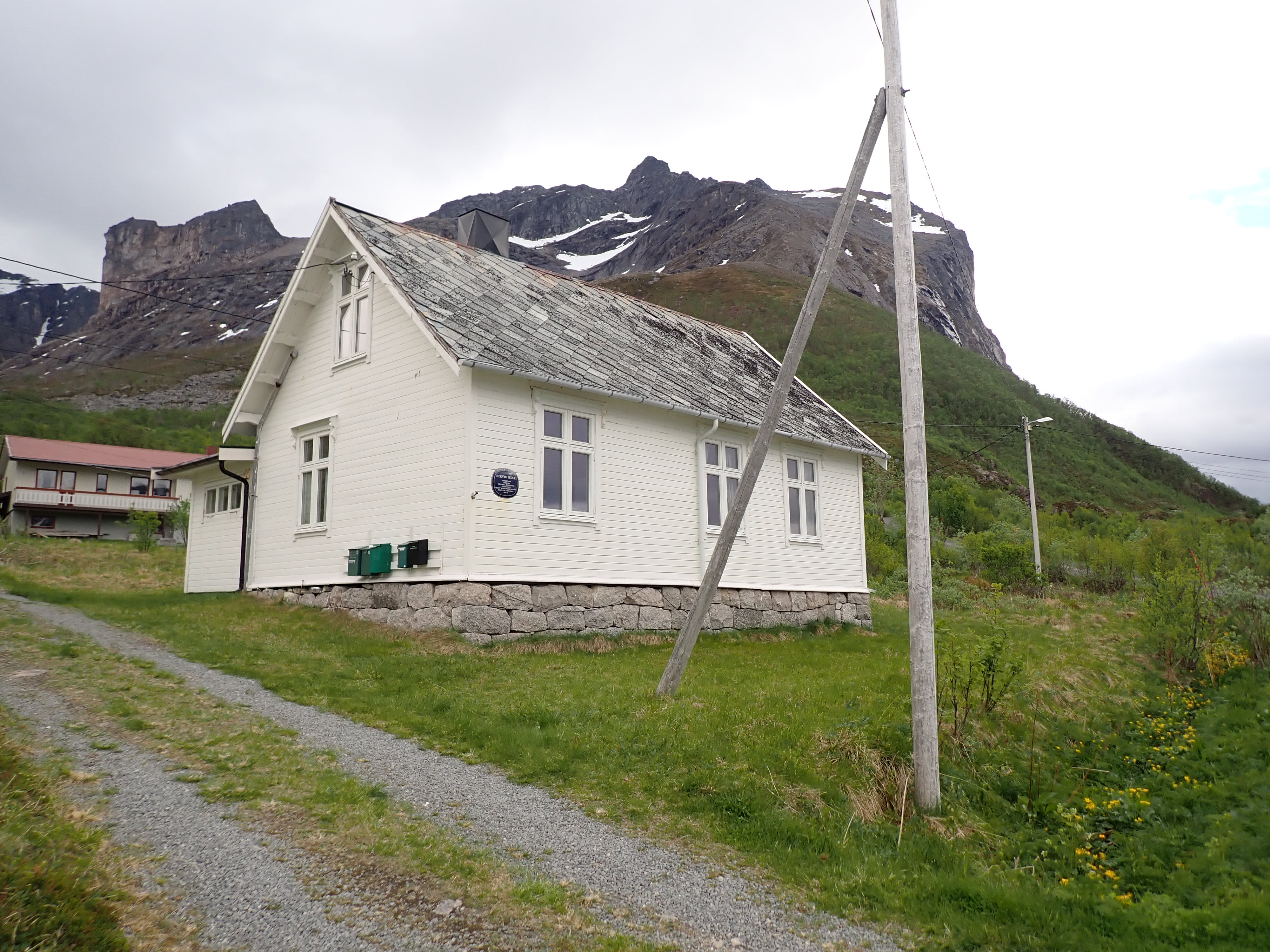
Ancienne école construite en 1916 et fermée en 1944.
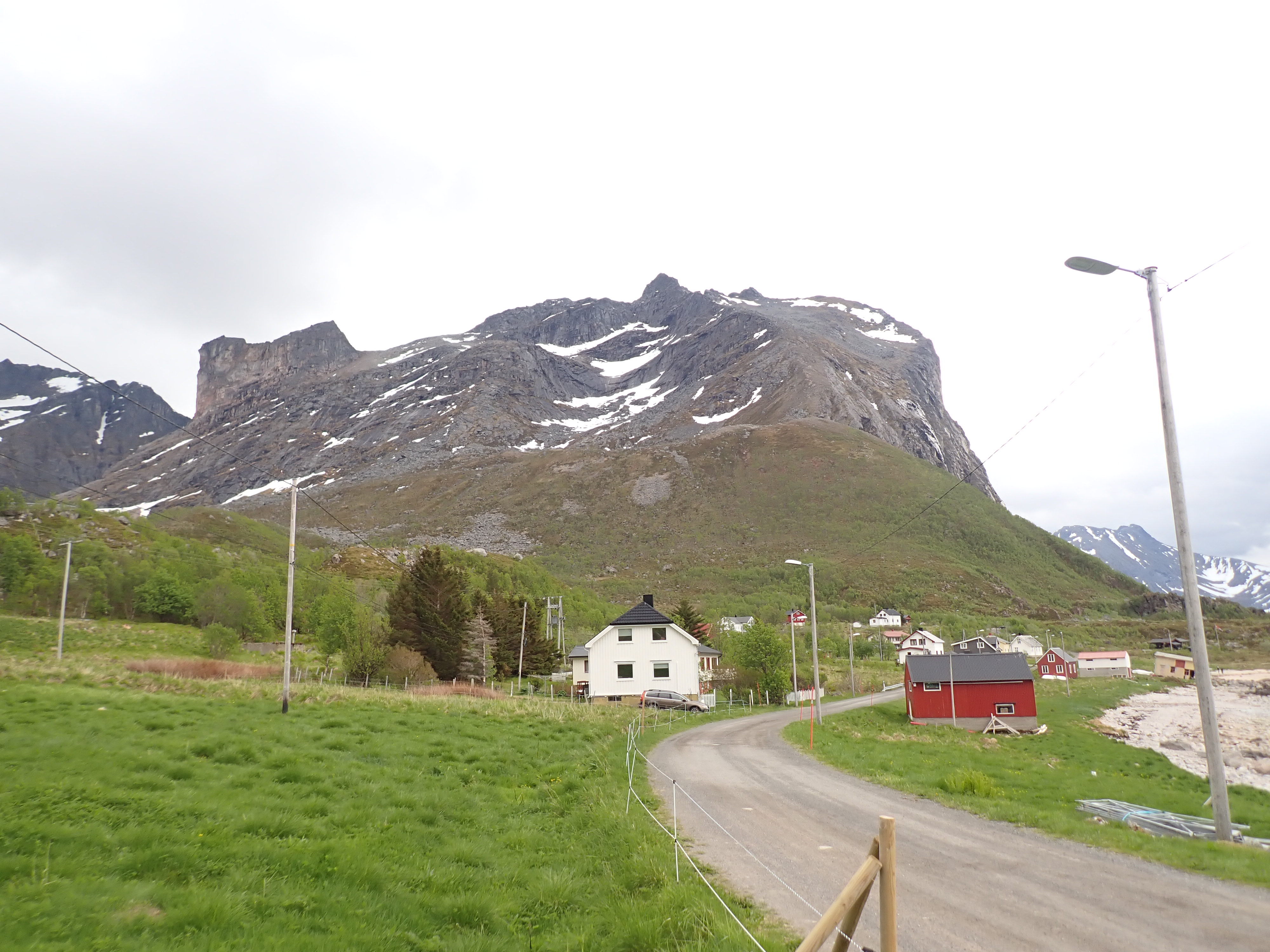
Vue du Skamtinden depuis Rekvik